# Кидин, Иван Николаевич
Иван Николаевич Кидин (1913—1972) — советский учёный, директор Московского института стали (1951—1961).

## Биография
Вырос в Калуге в семье железнодорожника. После обучения в железнодорожном техникуме работал мастером термического участка в депо.
В 1936 году поступил в Московский институт стали (оборонный спецфакультет), в июне 1941 года защитил диплом по специальности «металловедение и термическая обработка».
В 1941—1944 в Куйбышеве на строительстве авиационного завода, за разработку и внедрение новых технологий в производство самолётов награждён орденом «Знак Почёта».
В 1944—1951 годах парторг ЦК ВКП (б) в Московском институте стали имени Сталина, в 1951—1961 директор.
Доктор технических наук (1955), профессор, с 1956 года зав. кафедрой металловедения и термической обработки.
Похоронен на Новодевичьем кладбище.
Брат — Кидин, Александр Николаевич (1909—1959).

## Научная деятельность
Ученики (кандидаты и доктора наук): Ю. А. Башнин, Е. В. Астафьева, М. А. Штремель, А. Н. Маршалкин, В. В. Медведев, В. И. Андрюшечкин, Б. В. Мочалов, В. И. Лизунов, Ю. Г. Андреев, Б. Г. Беляков, Л. В. Карабасова, В. А. Волков, Э. М. Киридонов, А. С. Холин.

### Научные труды
- Физические основы электротермической обработки металлов и сплавов [Текст] / И. Н. Кидин, 1969. — 374, [1] с.
- Физические основы электротермической обработки металлов и сплавов [Текст] : научное издание / И. Н. Кидин. — М. : Металлургия, 1969. — 376 с. : ил.
- Электро-химико-термическая обработка металлов и сплавов [Текст] : производственно-практическое издание / И. Н. Кидин [и др.]. — М. : Металлургия, 1978. — 320 с. : ил.
- Кидин, Иван Николаевич. Фазовые превращения при ускоренном нагреве стали [Текст]. — Москва : Металлургиздат, 1957. — 94 с. : ил.; 22 см.

## Награды и звания
- Сталинская премия 3 степени (1952 год) — за научный труд «Термическая обработка стали при индукционном нагреве» (1950).